# TeleU
Tele-U fue un noticiero chileno transmitido por Canal 9 (hoy Chilevisión), que inicialmente se emitió en Canal 6 (alternativa de la estación) desde el 17 de junio de 1973, aunque en la frecuencia 9 (titular) se emitía Nuevediario. Sus presentadores eran los locutores Pepe Abad, Justo Camacho, Marcelo Zúñiga y Gastón Bunout.
Desde el desalojo de los estudios de Canal 9, por parte de los trabajadores de él, ocurrido el 9 de septiembre de 1973, Tele-U pasó a ser el informativo oficial del canal, el cual terminó en 1975, cuando fue reemplazado por Telesíntesis, el cual se había iniciado de forma independiente en 1974 como un informativo nocturno en el mismo canal. Tuvo competencia con los demás noticieros centrales: Noticiero y Telediario, ambos de Televisión Nacional y Teletrece de Canal 13.